# Centaurea yemensis
Centaurea yemensis là một loài thực vật có hoa trong họ Cúc. Loài này được Wagenitz mô tả khoa học đầu tiên năm 1984.